# Thibaut V de Blois
Pour les articles homonymes, voir Thibaut de Blois et Blois (homonymie).
Thibaut V de Blois, dit le Bon (° 1130 † 1191, est comte de Blois, de Châteaudun et de Chartres de 1152 à 1191. Il est le fils puîné de Thibaut IV le Grand, comte de Champagne, de Blois et de Chartres, et de Mathilde de Carinthie.

## Origine
La famille de Blois est alors puissante : un oncle, Étienne, a été roi d'Angleterre de 1135 à 1154, un autre oncle, Henri, est évêque de Winchester en 1129 puis légat du pape pour l'Angleterre en 1138, une sœur, Adèle, reine de France ; quant aux trois frères de Thibaut, ils sont respectivement comte de Champagne (Henri), évêque de Chartres, archevêque de Sens et de Reims, cardinal et légat du pape (Guillaume) et seigneur de Sancerre (Étienne).

## Biographie
Son père, Thibaut IV, meurt le 10 ou le 12 janvier 1152 : les Obituaires de Sens Tome II, Église cathédrale de Chartres, Obituaire du XIIe siècle confirment que Thibaut V et sa mère, Mathilde, font à cette occasion une donation pour le salut de son âme et que le comte est enterré à Lagny.
Thibaut V, devenu comte de Blois et de Chartres, suit la politique paternelle des dernières années et est fidèle au roi de France Louis VII, qui le nomme sénéchal de France. Il succède à Raoul de Vermandois et est le dernier à porter ce titre, ce qui ne l'empêche pas, en 1159, de sceller un accord avec le roi Henri II d'Angleterre pour attaquer la région de Beauvais contre Louis VII. L'année suivante, il est de nouveau du parti du roi de France, aux côtés duquel il reste lors de la coalition de 1173 qui voit Louis VII s'allier aux enfants d'Henri II, Henri, Richard et Geoffroy, qui, encouragés par leur mère, se sont rebellés contre leur père.
Entre-temps, le 26 mai 1171 à Blois, il envoie au bûcher 31 hommes, femmes et enfants (ou 32ou 40, selon les sources) appartenant à la communauté juive de la ville, condamnés à mort pour « meurtre rituel » (1re attestation d'une condamnation à mort pour accusation de meurtre rituel par des Juifs) et brûlés vifs,. Il semble avoir utilisé le prétexte de meurtre rituel (un enfant chrétien avait disparu) afin de conforter sa situation politique, étant alors en perte de pouvoir face à son frère, et financière, en s'appropriant les biens des victimes.

Le comté de Blois en bordure du royaume de France, en 1180.

Après la mort de Louis VII, alors que le nouveau souverain, Philippe-Auguste, maintient une excellente relation avec les fils d'Henri II d'Angleterre, notamment Henri dit le Jeune et Geoffroy II de Bretagne, Thibaut se joint un temps à son frère aîné, Henri, et à Philippe Ier de Flandre, qui s'opposent au jeune roi à propos du comté d'Artois et d'autres terres de Flandre qui faisaient partie de la dot de l'épouse de Philippe-Auguste, Isabelle de Hainaut mais à la mort d'Henri, Thibaut se rapproche de son beau-frère et neveu par alliance, dont il devient, à compter de 1180, un fidèle soutien, de même que son frère, le cardinal Guillaume.
Thibaut et son frère Étienne accompagnent Philippe-Auguste à la troisième croisade. Thibaut arrive en Terre sainte à l'été 1190 et meurt le 20 janvier 1191, de la dysenterie, lors du siège de Saint-Jean-d'Acre, dans les mêmes circonstances que son frère. Son corps est rapatrié et inhumé dans l'abbaye de Pontigny.
Thibaut vécut principalement à Chartres, dont il fait rénover les murs.

## Union et descendance
Il épouse en premières noces Sibylle de Château-Renault, qui lui laisse ce fief mais dont il n'a pas d'enfants, puis, en 1164, la capétienne Alix (° 1150 † 1195), fille de Louis VII le Jeune, roi de France, et d'Aliénor d'Aquitaine. Cette dernière lui donne sept enfants et assure la régence du comté de Blois au départ de son mari à la croisade, puis, à la mort de celui-ci, au nom de leur fils mineur, Louis.
Ils ont :
- Thibaut, mort jeune ;
- Louis († 1205), comte de Blois, de Chartres et de Clermont, marié à Catherine de Clermont ;
- Henri, mort jeune ;
- Philippe, mort jeune ;
- Marguerite (° 1170 † 1230), comtesse de Blois et de Châteaudun, mariée vers 1183 avec Hugues III d'Oisy, vicomte de Cambrai († 1189), puis vers 1190 avec Otton Ier de Bourgogne, comte de Bourgogne († 1200), et enfin avec Gautier II d'Avesnes, seigneur de Guise († 1246) ;
- Adélaide, abbesse de l'abbaye Notre-Dame de Fontevraud en 1227 ;
- Élisabeth (ou Isabelle) morte en 1248, comtesse de Chartres et de Romorantin, mariée à Sulpice III d'Amboise, puis à Jean II de Montmirail, vicomte de Cambrai († 1244).